# Christchurch Cathedral
ChristChurch Cathedral är en avsakraliserad anglikansk katedral i staden Christchurch, Nya Zeeland. Kyrkan ligger i stadens centrum omgiven av Cathedral Square. Katedralen uppfördes åren 1864 till 1904 och blev säte för biskopen av Christchurch i Nya Zeeland tikanga av den Anglikanska kyrkan i Aotearoa, Nya Zeeland och Polynesien.

## Skador på grund av jordbävningar
Under historien har upprepade jordbävningar skadat byggnaden, huvudsakligen tornspiran. Skador på grund av jordbävningar har inträffat 1881, 1888, 1901, 1922, och september 2010. Jordbävningen i Christchurch i februari 2011 förstörde tornspiran och en del av tornet. Byggnadens övriga struktur skadades allvarligt. Resten av tornet revs i mars 2012. Västra väggen kollapsade vid jordbävningen i juni 2011 samt vid jordbävningen i december 2011  på grund av en stålkonstruktion vars syfte var att stabilisera ett rosettfönster. Anglikanska kyrkan har beslutat att riva byggnaden och ersätta den med en ny - ett beslut som har varit kontroversiellt efter jordbävningen i Christchurch. Olika grupper har motsatt sig dessa avsikter, med olika åtgärder, som att ta fallet till domstol. Även om domarna har utfallit till Anglikanska kyrkans fördel, har ingen mer rivning av byggnaden ägt rum sedan tornet avlägsnades i början av 2012. I mitten av 2015 uttryckte regeringen sin oro över dödläget och utsåg en oberoende förhandlare. I slutet av december 2015 tillkännagavs alla parter hade kommit överens med förhandlarens rapport. Detta innebär att anglikanska kyrkan för första gången överväger att återställa byggnaden.
Sedan 15 augusti 2013 har församlingen firat gudstjänster i Cardboard Cathedral (översatt till svenska kartongkatedralen).

## Bildgalleri

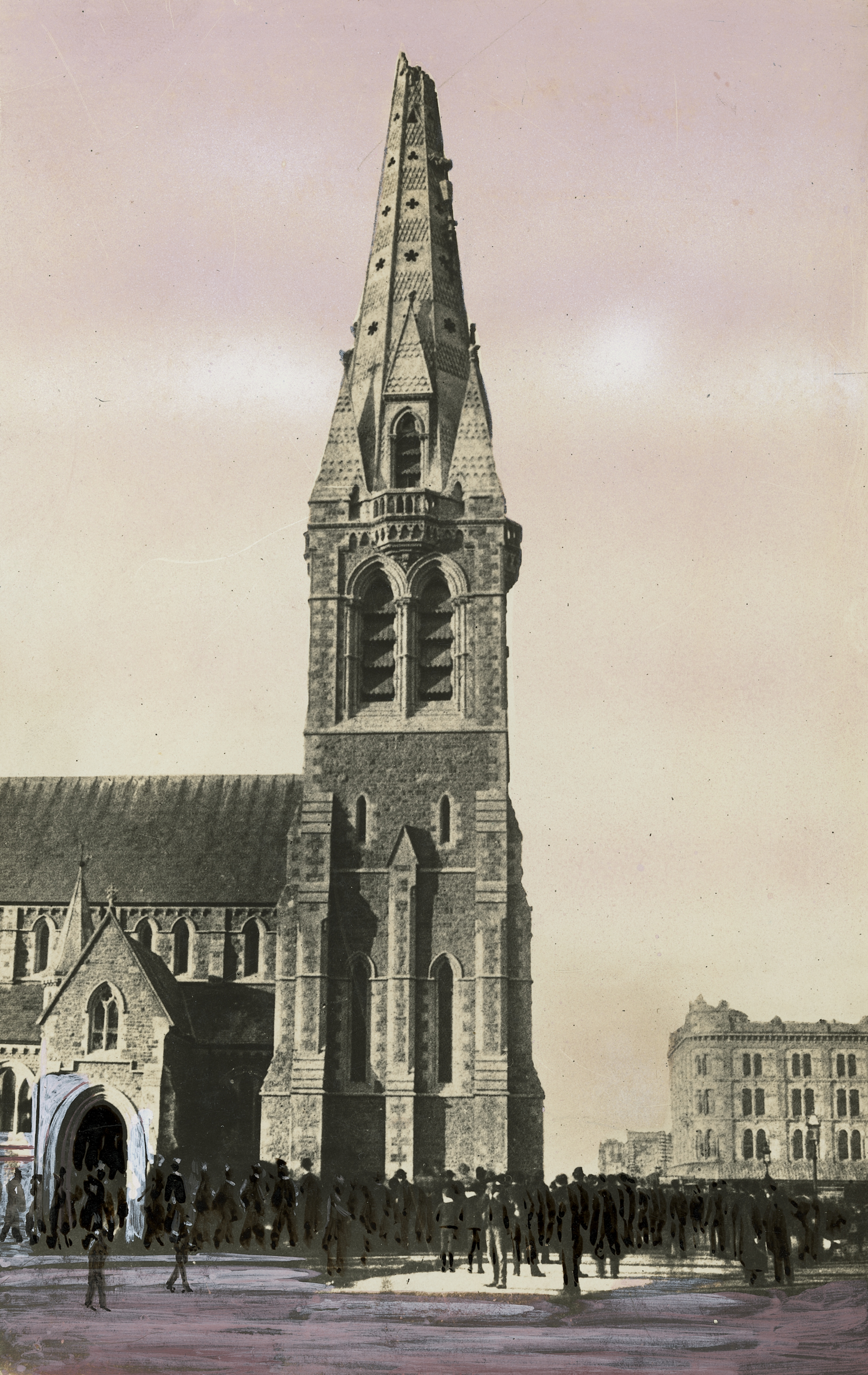
Katedralen efter jordbävningen 1888.
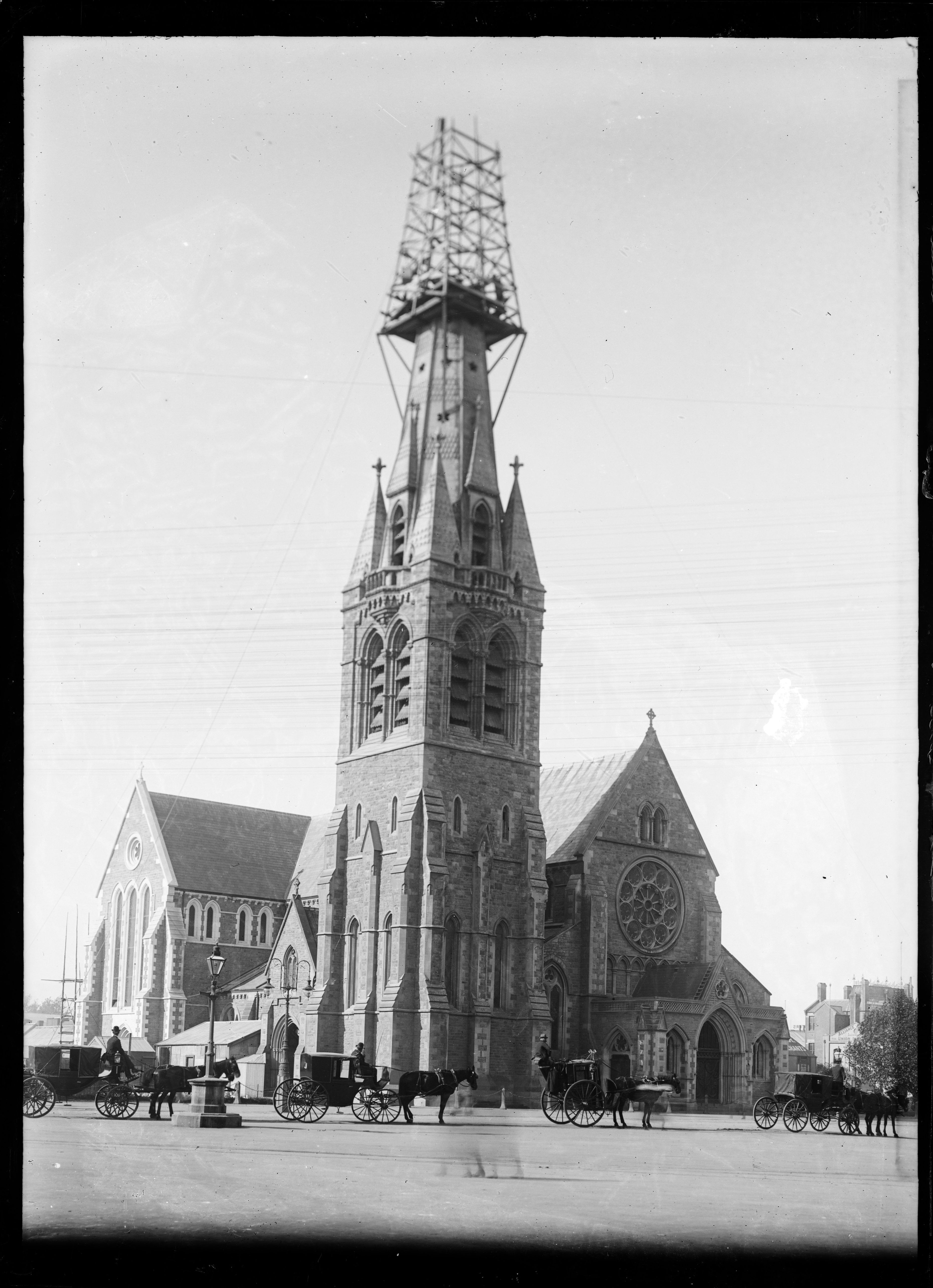
Katedralen år 1903 då skadorna efter jordbävningen 1901 lagas
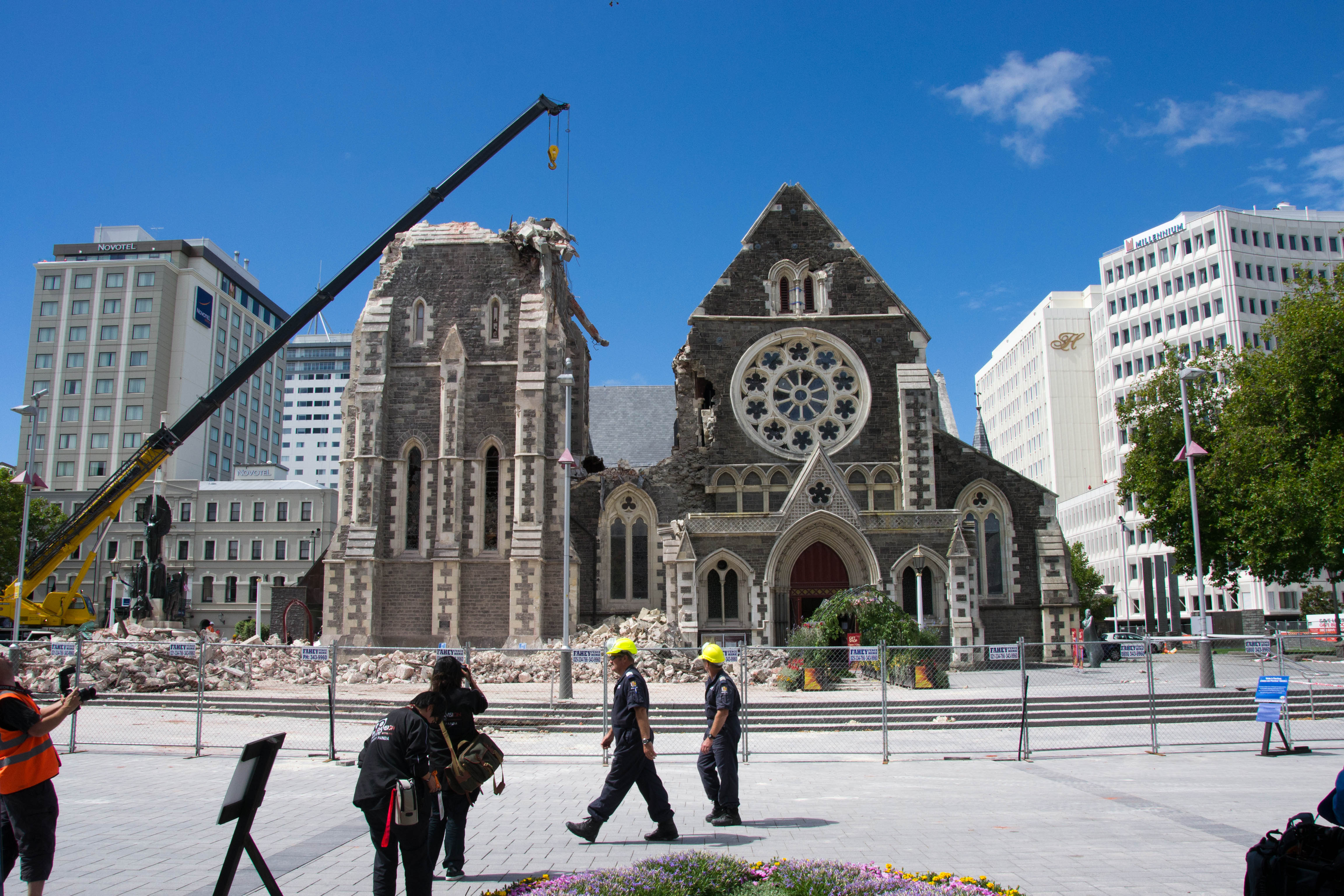
Katedralen efter jordbävningen i februari 2011.